# Зубриловка
«Зубри́ловка» — гибнущая усадьба князей Голицыных-Прозоровских, расположенная в селе Зубрилово Малосергиевского сельсовета Тамалинского района Пензенской области, одна из самых знаменитых усадеб Поволжья.
Усадьба расположена на вершине холма, откуда открывается панорамный вид: пойма реки Хопёр, деревня на берегу, пруды у подножья холма. Примерно в 10 км от усадьбы находится станция Вертуновская Юго-Восточной железной дороги.
С усадьбой Зубриловка связаны биографии Г. С. Голицына, И. А. Крылова, В. Э. Борисова-Мусатова; здесь не раз бывал Г. Р. Державин.

## История

### Российская империя
Имение Зубриловка, располагавшееся в Зубриловской волости Балашовского уезда Саратовской губернии, не было родовым. Князь Сергей Фёдорович Голицын стал владельцем этих земель в 1780-х годах, накануне женитьбы. В 1786 году, когда вельможам давали земли в Саратовском наместничестве, в письме к фавориту Екатерины II Григорию Потёмкину он писал: «яко благодетеля, всех оной награждающего пошарить по планам и побольше и получше ему отвести, коли можно с рыбными ловлями, ибо, по болезни своей, сделал обещание по постам не есть мяса, то следственно, только должен буду есть, коли своей не будет рыбы, один только хлеб».

Участок земли находился, как писал воспитывавшийся в семье Голицына Ф. Ф. Вигель, «в отдаленном краю, где сходятся две губернии — Саратовская и Тамбовская, и по соседству с Пензенской» и добавлял, что Голицын «три года сряду стоял на бессменных квартирах с 24-эскадронным Смоленским драгунским полком, коего он был начальником. Утверждают, что все построения Зубриловки были дело рук солдатских». Был построен роскошный каменный дом с двумя флигелями и церковь напротив дома, разбит парк с водоёмами, цветниками и оранжереями. Архитектор, работавший над усадьбой, по документам не установлен; в 1979 году была предпринята попытка связать эту усадьбу и близлежащее Надеждино с именем Кваренги. 
Усадебная церковь была освящена в 1796 году в честь Преображения Господня; в расположенном под главным престолом приделе Воскрешения Лазаря, был устроен родовой некрополь. Колокольня была возведена на противоположном конце парка.
При Павле I князь Голицын попал в немилость, и в 1797 году вместе с сыновьями он был сослан в своё имение. С ним приехал, в качестве учителя детей и секретаря, Иван Крылов. Здесь, в Зубриловке, И. А. Крыловым был написан ряд выдающихся произведений; среди них — запрещённый к изданию «Триумф» и популярная басня «Свинья под дубом».
В 1801 году князь Голицын был возвращён на службу и только выйдя в отставку в 1804 году окончательно перебрался с семьёй в Зубриловку, на зиму приезжая в Москву. Подолгу жила в Зубриловке жена Сергея Фёдоровича Варвара Васильевна, племянница Потёмкина, воспетая Державиным как златовласая Пленира. Также бывал в Зубриловке молодой Кондратий Рылеев.
Ф. Ф. Вигель писал, что у Голицыных в Зубриловке — около 600 человек дворовых, всего вдоволь, и в имение часто наезжали окрестные дворяне: «Ворота настежь: соседи, мелкие дворяне так и валят, но, не обременяя собой, предовольны, когда хозяин скажет им приветливых слова два, три».
Сергей Фёдорович внезапно скончался в 1810 году в Галиции, но был похоронен в крипте зубриловской церкви. После его кончины усадьба перешла по наследству к сыну Фёдору.
Современниками признавался необыкновенный и изящный вкус князя Фёдора Сергеевича Голицына. При нём пополнились усадебные художественные коллекции эмали, фарфора, серебра, редкой посуды. Были внесены изменения в планировку парка и дворца. Фёдор Сергеевич учредил под патронажем своей супруги Анны Александровны пансион для дворянских детей. Для него было построено два двухэтажных здания, в одном из них помещались 36 мальчиков, в другом — 46 девочек, которым руководила француженка «мадам Монсард» — ни в Саратовской, ни в Тамбовской губерниях подобных учебных заведений до середины 1840-х годов, не существовало. Пансиону покровительствовала императрица Мария Фёдоровна, имевшая в нём своих стипендиаток.
В период классицизма регулярные парки уступали место пейзажным, приближенным к естественным формам природы. И Фёдор Голицын безжалостно вырубал в 1820-е годы аллеи старого регулярного парка, придавая дорожкам и опушкам живописные очертания.
После смерти князя Фёдора Голицына в 1826 году имение перешло в руки его жены Анны Александровны (единственной дочери фельдмаршала А. А. Прозоровского), которая учредила в Зубриловке майорат. Она передала его старшему сыну Александру с нисходящим потомством, которому с 10 ноября 1852 года было высочайше разрешено носить двойную фамилию — Голицын-Прозоровский. По законам майората имение являлось «заповедным», нераздроблявшимся между всеми равноправными наследниками и переходившим в целости своей только к одному из них, старшему в роде. Подобного рода высочайшие разрешения давались в виде исключения по просьбе матери или отца. Но многочисленные братья Александра Фёдоровича, сохраняя права на доходы с имения, уже с середины XIX века начали распродавать зубриловскую коллекцию.
Яков Карлович Грот, посетивший усадьбу летом 1862 года, вспоминал: «…Старый дом поддерживается, или, точнее, возобновляется в прежнем виде; стены его внутри увешаны портретами знаменитых предков хозяина. Супруга Александра Фёдоровича Голицына, княгиня Мария Александровна (1826—1901), связана с домом Державина и узами родства и семейными преданиями: она по отцу — внучка друга и родственника его Н. А. Львова…» В конце столетия, благодаря заботам Марии Александровны, супруги Александра Фёдоровича, Зубриловка пережила последний этап своего расцвета.
От Александра и Марии Голицыных-Прозоровских имение (около 8300 десятин земли) перешло во владение к его старшему сыну князю Александру Александровичу Голицыну-Прозоровскому. В конце XIX века на восточной границе парка возник ряд домов для работников усадебного хозяйства.
В 1899 году художник Виктор Борисов-Мусатов написал управляющему усадьбой Н. В. Соколову письмо, с просьбой посмотреть старинное имение. Его просьба была удовлетворена и в 1901 году художник приехал в Зубриловку. Уже тогда усадьба пребывала в запустении, редко посещаемая тогдашними хозяевами. В 1902 году Борисов-Мусатов вновь посетил усадьбу вместе с сестрой Еленой и художницей Еленой Владимировной Александровой — будущей женой. Его сестра Елена вспоминала: Глубокая осень в Зубриловке также увлекла брата по своим блеклым тонам красок умирающей природы… Возле дома, где он нас писал в солнечные летние дни, краски уже были печальные, серые, все гармонировало с темным осенним небом, покрытым тучами. Казалось, что и дом замер с окружающей его увядающей зеленью. Это и дало настроение брату написать картину — «Призраки»… Он лично пояснял нам, как я помню, будто с окончанием жизни опустевшего помещичьего дома — «все уходило в прошлое», как изображены им на первом плане картины удаляющиеся призрачные фигуры женщин. Эти две поездки в усадьбу нашла отражение в работах «Гобелен» (1901), «Прогулка при закате» (1903), «Призраки» (1903), «Сон божества» (1904—05).

#### Погром и пожар 1905 года
Осенью 1905 года Балашовский уезд Саратовской губернии оказался в центре крестьянских волнений. Был учинён погром и пожар усадьбы, после которого она уже не восстанавливалась. Было полностью разрушено одно крыло дворца. В пожаре сгорели боковые флигели и соединявшие их с дворцом галереи, в которых находились оранжереи и зимний сад.
Василий Верещагин описал уничтожение усадьбы:

«…Погром усадьбы был назначен на 19 октября 1905 года. Во главе толпы шёл крестьянин соседнего села Изнаира, белый как лунь старик с четырьмя сыновьями, владевший 100 десятинами земли. За ним следовали 12 телег для нагрузки ограбленного добра. Старик шёл уверенной поступью, держа икону в руках, в твёрдом убеждении, что исполняет волю царя, повелевшего в три дня уничтожить и ограбить все соседние поместья. При переходе реки Хопер к толпе присоединилась вся зубриловская молодежь и тоже пошла на усадьбу. Погром начался с винного подвала, из которого выкатывались бочки одна за другой и тут же распивались. Когда вино было выпито, озверевшая стихийная толпа ворвалась в один из флигелей. Мебель подожгли, облив керосином и устроив сквозняк. Покончив с флигелем, толпа ринулась на главный дом и точно таким же образом подожгла и его, а пока огонь разгорался, начала грабить, частью молотками и ломами разбивать в мелкие куски всю мебель, бронзу, фарфор и разрывать в клочки все картины и портреты, уничтожая всё без разбора, что попадалось ей в глаза, в каком-то бессмысленном, беспощадном исступлении… Вскоре покончили и с домом — рухнули его крыша, полы и потолки и своею тяжестью пробили своды нижнего этажа. Начался погром другого флигеля, оранжерей, сараев и конюшен, а когда и от них ничего не осталось, толпа бросилась на больницу и только тут была остановлена слишком поздно подоспевшими войсками. Так же долго дымилось и тлело в окрестных деревнях награбленное добро, которое крестьяне из опасения обыска тщательно сжигали…»

«В огне погибли бесценные коллекции декоративно-прикладного искусства, редчайшие книги, документы и портретная галерея, насчитывавшая более 150 работ (в т.ч. таких мастеров, как Левицкого, Лампи, Молинари). Сохранилось лишь несколько портретов, которые летом того же года вывез для участия в таврической выставке русского портрета Сергей Павлович Дягилев. Собрание миниатюрных портретов было передано князем Александром Александровичем Прозоровским-Голицыным в столицу ещё до погрома».
В 1914 году, после смерти А. А. Голицына-Прозоровского, который с 1890 года безвыездно жил в подмосковной усадьбе Раменское, имение перешло к его старшей сестре Анне Александровне Горяиновой (1851—1921). Вскоре оно было продано казне.

### Советский период
После Октябрьской революции 1917 года, в 1918 году, хозяйство Зубриловского имения было передано 3-й Петроградской сельскохозяйственной коммуне рабочих, приехавших из Петрограда с семьями в связи с голодом — коммуну образовали рабочие Путиловского завода. Существовала эта коммуна до конца 1920-х годов; в конце концов её обвинили в кулацком направлении — в эксплуатации чужого труда.
В 1930-х годах была предпринята попытка восстановления усадьбы, но частично был восстановлен лишь дворец, в котором разместился дом отдыха партийных и советских работников.
1 августа 1933 года президиум Нижне-Волжского крайисполкома утвердил постановление президиума Тамалинского райисполкома о расторжении договора с религиозной общиной на пользование церковным зданием и культовым имуществом «вследствие непроведения ремонта здания церкви». В 1934 году, мотивируя тем, что «с распадом коллективов верующих церкви бездействуют ряд лет», Саратовский крайисполком принял решение использовать их, в том числе и в с. Зубриловке, «под засыпку в установленном порядке». Колокольня стала использоваться как водонапорная башня — сверху вместо традиционного завершения был пристроен резервуар для воды.
Во время Великой Отечественной войны дом отдыха использовался как госпиталь. Затем в доме разместился туберкулёзный санаторий. На месте бывшей оранжереи соорудили больничные корпуса. Облик усадьбы изменился, но в целом она поддерживалась в хорошем состоянии.
В 1979 году, после того как в подвалы дворца прорвались грунтовые воды, противотуберкулёзный диспансер был закрыт, и дворец опустел.

### Постсоветский период
В 1990-е годы усадьба подверглась разгрому. По настоящее время разрушается дворец, продолжают исчезать парковые постройки, зарастает парк, система прудов и водоёмов пришла в упадок.
Преображенская церковь, закрытая в 1931 году, в 1990 году была возвращена верующим. Церковной общиной проведены работы по ремонту и благоустройству храма: приведены в порядок могилы, разбиты цветочные клумбы, полностью отремонтирован первый этаж.
В 2003—2004 годах местная администрация строила планы по восстановлению усадьбы, чтобы превратить её в многопрофильный историко-этнографический и культурно-оздоровительный комплекс. Основной идеей было в первую очередь привлечение дополнительных инвестиций в экономику Тамалинского района. Эти планы не осуществились.
В 2009 году ходе плановой проверки сохранности на территории региона памятников культуры и архитектуры прокуратура Пензенской области выяснила, что в 2004 году глава администрации Зубриловского сельсовета Тамалинского района области Татьяна Медведева вынесла постановление о переводе земельного участка площадью 125 гектаров, отнесённого к категории «особо охраняемых территорий» и находящегося в собственности региона, в земли муниципального образования, совершив тем самым противозаконные действия. В том же году на открытых торгах этот участок земли за 1 125 тыс. рублей был продан местной предпринимательнице. Та через год, в 2005 году, перепродала его бизнесмену Виктору Батурину уже за четыре миллиона рублей. Сейчас решается вопрос о возбуждении уголовного дела. При этом речь о реставрации Зубриловки больше не идёт. На её восстановление необходимы сотни миллионов рублей и добросовестный инвестор.
В 2009 году, уже после проверки, министерство государственного имущества Пензенской области в гражданском порядке потребовало расторжения договора аренды Зубриловки с Виктором Батуриным, а также погашения порядка 500 тыс. рублей арендных платежей и пени за просрочку.
Сам Виктор Батурин так прокомментировал это известие: «Руины, которые там были, вообще никак не были оформлены. После того, как я начал наводить там порядок, вложил порядка $2 млн, восстановил церковь, покрыл крышу дворца, занялся очисткой парка, эти „руины“ появились в списках БТИ как „культурный объект“». По словам господина Батурина, он приостановил восстановительные работы в Зубриловке, поскольку на протяжении пяти лет «так и не смог добиться какого-то правового статуса» для этого объекта и «получить на него права». Также он сказал, что «никогда не расценивал усадьбу Голицыных как коммерческий проект, а только как свою обязанность сохранить этот памятник для потомков» и готов полностью отказаться от своих претензий на него в пользу региона.
Между тем депутат Госдумы от Пензенской области Виктор Илюхин заявил о своем намерении обратиться к главе региональной прокуратуры с просьбой провести тщательное «расследование всех обстоятельств, связанных с отчуждением этой земли, находившейся в собственности региона».
8 февраля 2010 прокуратурой района материалы проверки в соответствии с п.2 ч.2 ст.37 УПК РФ направлены в Сердобский межрайонный следственный отдел следственного управления Следственного комитета при прокуратуре РФ по Пензенской области для проведения проверки в порядке ст. 144—145 УПК РФ.

## Сохранившиеся здания
- главный дом
- дома для крестьян (четыре)
- больница
- церковь Преображения Господня (1796)
- колокольня
- часовня в честь иконы «Всех скорбящих Радость»
- руина декоративная «Башня Ольги»

- Современное состояние дворца Голицыных
- Современное состояние дворца. 2015
- Спасо-Преображенский храм в усадьбе Голицыных. 2015.
- Надгробия Голицыных-Прозоровских. 2015
- Внутри дворца. 2015
- Колокольня в усадьбе. 2015

## Наследие
В Саратове в Радищевском музее хранятся две мраморные скульптуры с лестницы южного фасада и несколько предметов церковной утвари. Это то немногое, что удалось вывезти из усадьбы в 1925—1927 годах. Кроме этого в музее хранился, ныне переданный Саратовской епархии Русской православной церкви, мощевик XVIII века из зубриловского храма.